# Tinnahinch Castle
Koordinaten: 52° 32′ 15″ N, 6° 57′ 26″ W

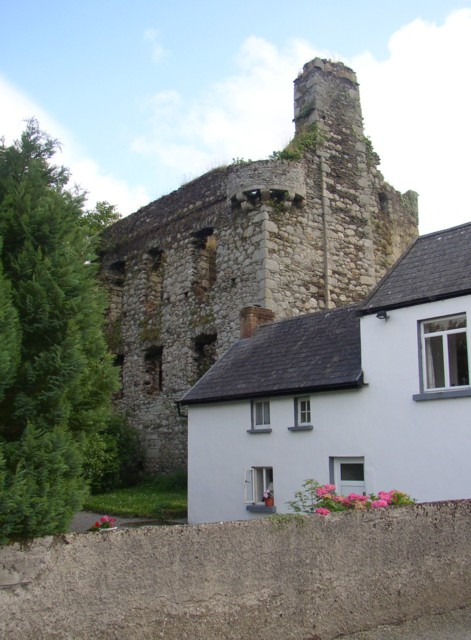
Tinnahinch Castle im County Carlow

Tinnahinch Castle (irisch Caisleán Tigh na hInse) ist ein früheres Tower House auf der Ostseite des River Barrow im Townland Tinnahinch, County Carlow, in Irland. Das Tower House ist klar rechtwinklig mit einem Treppenturm im Südwesten errichtet worden. Zwischen den beiden Türmen befand sich oberhalb des Portals ein Maschikuli und im Nordosten ein Scharwachtturm. Die Fenster wurden im Laufe der Zeit entwendet.
Im Osten befand sich zum Fluss hin eine Barbakane. Die verbliebene Ruine sollte aus Sicherheitsgründen abgebrochen werden. Die Ruine steht aber noch heute.

## Geschichte
Das Tower House wurde 1615 durch James Butler zur Überwachung des Flussübergangs errichtet. Durch seine Verwicklung in den Irischen Konföderationskriegen verlor er aber die Herrschaft hier und das Tower House ging in die Hand der Konföderierten über, die die Befestigung weiter ausbauten.
Der letzte Eigentümer des Tower Houses aus der Familie Butler wurde wegen diverser Skandale verbrannt. Dieses Schicksal teilte das Tower House im Jahr 1700 und brannte auf die verbliebenen Mauern nieder.